# Aulacaspis marginata
Aulacaspis marginata är en insektsart som beskrevs av Sadao Takagi 1999. Aulacaspis marginata ingår i släktet Aulacaspis och familjen pansarsköldlöss. Inga underarter finns listade i Catalogue of Life.